# Верхнезаимское сельское поселение
Се́льское поселе́ние «Верхнезаимское» (бур. Дээдэ Заимкын hомон) — муниципальное образование в Северо-Байкальском районе Бурятии Российской Федерации.
Административный центр — село Верхняя Заимка.

## История
Статус и границы сельского поселения установлены Законом Республики Бурятия от 31 декабря 2004 года № 985-III «Об установлении границ, образовании и наделении статусом муниципальных образований в Республике Бурятия»

## Население
| 2002 | 2011 | 2012 | 2013 | 2014 | 2015 | 2016 |
| ---- | ---- | ---- | ---- | ---- | ---- | ---- |
| 681  | ↘614 | ↗618 | ↘611 | ↘594 | ↗597 | ↗599 |
| 2017 | 2018 | 2019 | 2020 | 2021 | 2023 | 2024 |
| ↘589 | ↘579 | ↘572 | ↘559 | ↘508 | ↘486 | ↘478 |
| 2025 |      |      |      |      |      |      |
| ↘472 |      |      |      |      |      |      |

## Состав сельского поселения
| № | Населённый пункт | Тип населённого пункта       | Население |
| - | ---------------- | ---------------------------- | --------- |
| 1 | Верхняя Заимка   | село, административный центр | ↘478      |